# Nothing Remains the Same
Nothing Remains The Same er det tredje album fra det svenske industrial metal-band Pain der blev udgivet i 2002 gennem Stockholm Records. CD'en indeholder en video til sangen "Shut Your Mouth." 

## Numre
1. "It's Only Them" – 4:51
2. "Shut Your Mouth" – 3:13
3. "Close My Eyes" – 3:45
4. "Just Hate Me" – 3:55
5. "Injected Paradise" – 5:10
6. "Eleanor Rigby" (Beatles cover)- 3:51
7. "Expelled" – 3:43
8. "Pull Me Under" – 4:15
9. "Save Me" – 3:37
10. "The Game" – 4:05
11. "Fade Away" – 4:59